# Distrikt Andamarca
Der Distrikt Andamarca liegt in der Provinz Concepción in der Region Junín in Zentral-Peru. Der Distrikt wurde am 5. März 1930 gegründet. Er hat eine Fläche von 506 km². Beim Zensus 2017 wurden 3715 Einwohner gezählt. Im Jahr 1993 lag die Einwohnerzahl bei 6807, im Jahr 2007 bei 5506. Sitz der Distriktverwaltung ist die etwa 2500 m hoch gelegene Ortschaft Andamarca mit 447 Einwohnern (Stand 2017). Andamarca befindet sich 60 km ostnordöstlich der Provinzhauptstadt Concepción.

## Geographische Lage
Der Distrikt Andamarca liegt in der peruanischen Zentralkordillere im äußersten Osten der Provinz Concepción. Entlang der südwestlichen Distriktgrenze befinden sich zwei Gebirgsmassive. Die beiden Quellflüsse des Río San Fernando, Río Acobamba und Río Punco, entwässern das Areal nach Osten bzw. Süden.
Der Distrikt Andamarca grenzt im Südwesten an den Distrikt Pariahuanca (Provinz Huancayo), im Westen an den Distrikt Comas, im Norden und im Nordosten an die Distrikte Pampa Hermosa, Llaylla und Pangoa (alle drei in der Provinz Satipo) sowie im Südosten an den Distrikt Santo Domingo de Acobamba (Provinz Huancayo).

## Ortschaften
Im Distrikt gibt es neben dem Hauptort folgende größere Ortschaften:
- Andamayo (203 Einwohner)
- Huata (227 Einwohner)
- Pucacucha (254 Einwohner)
- Punco
- Uyo (225 Einwohner)